# Ligne de Jussey à Darnieulles - Uxegney
La ligne de Jussey à Darnieulles - Uxegney est une ancienne ligne ferroviaire française à voie unique à écartement standard. Elle assurait une liaison stratégique de l'Est, et desservait la Vôge.
Elle constituait la ligne no 051 000 du réseau ferré national. Historiquement, elle constituait les ligne 249 dans l'ancienne numérotation SNCF des lignes de la région Est et ligne 60 dans la numérotation de la compagnie de l'Est. Lors de la fermeture par tronçons de la ligne, celui de Jussey à Passavant a temporairement été numéroté ligne 284.

## Historique
La loi du 17 juillet 1879 (le plan Freycinet) prévoyait la création d'une ligne, sous le numéro 28, de Jussey à la ligne d’Épinal et à Aillevillers, pour 72 km, afin de faciliter les déplacements entre Épinal et la ligne majeure de la Compagnie de l'Est reliant Paris à Belfort et desservir les villes industrielles de Monthureux-sur-Saône et de Darney.
L'enquête publique proposait deux itinéraires : celui prévu par le Plan Freyssinet et aboutissant à Dounoux, et l'autre se raccordant sur la ligne de Neufchâteau à Épinal à Darnieulles. Ce dernier itinéraire, plus court, fut retenu et le décret du 14 avril 1881 déclara d'utilité publique ce second itinéraire. La ligne est concédée à titre définitif par l'État à la Compagnie des chemins de fer de l'Est (EST) par une convention signée entre le ministre des Travaux publics et la compagnie le 11 juin 1883. Cette convention est approuvée par une loi le 20 novembre suivant.
La ligne fut mise en service le 21 novembre 1886, puis portée à double voie après que son caractère stratégique ait été reconnu. Des quais militaires furent établis à Darnieulles, Harol, Darney, Monthureux et Jussey. La ligne fut effectivement utilisée pour les besoins militaires notamment du 26 août au 24 novembre 1914.
Durant la Seconde Guerre mondiale, le trafic fut interrompu pendant la Bataille de France de juin 1940, et ne reprit avec un seul train mixte quotidien du 6 juillet 1940 au 14 juin 1941, date à laquelle les autorités d'occupation supprimèrent le trafic voyageurs. La voie fut alors remise à voie unique sur réquisition de l'autorité allemande.

### Déclassement
La ligne a été intégralement déclassée par sections aux dates qui suivent :
- de Passavant à Monthureux-sur-Saône (PK 23,700 à 32,200), le 12 novembre 1954[6] ;
- la voie de raccordement du port de Passavant (PK 18,560 à 19,457), le 13 février 1964[7] ;
- le raccordement de Darnieulles (PK 0,132 à 0,772), le 13 février 1964[7] ;
- le raccordement militaire de Jussey (PK 0,100 à 0,690), le 13 février 1964[7] ;
- de Monthureux-sur-Saône à Darnieulles - Uxegney (PK 32,200 à 70,950), le 18 février 1976[8] ;
- section à Darnieulles (PK 70,950 à 71,680), le 20 mars 1978[9] ;
- section à Darnieulles (PK 71,680 à 71,850), le 31 août 1989[1] ;
- de Jussey à Passavant (PK 0,230 à 23,700), le 17 octobre 1994[10].

## Caractéristiques
Un raccordement existait aux environs de Darnieulles - Uxegney, le raccordement de Darnieulles qui permettait d'aller de Jussey à Épinal et réciproquement, évitant le rebroussement en gare de Darnieulles - Uxegney autrement nécessaire. Ce raccordement à double voie était d'une longueur de 862 m.
Un autre raccordement existait aux environs de Jussey, le raccordement militaire de Jussey permettant d'aller de Culmont - Chalindrey à Darnieulles et réciproquement, évitant le rebroussement en gare de Jussey autrement nécessaire. Ce raccordement à double voie était d'une longueur de 782 m.
Elle comprenait deux embranchements, l'un à la gare de Girancourt et l'autre à celle de Demangevelle - Vauvillers, qui permettaient la desserte de ports du Canal de l'Est, et donnait également correspondance à la ligne de chemin de fer secondaire à voie métrique des chemins de fer vicinaux de la Haute-Saône reliant Ancier à Jussey de 1903 à 1938.